# Knjigocid u Hrvatskoj
Fenomen uništavanja knjiga u Hrvatskoj 1990-tih ili Knjigocid u Hrvatskoj je kulturni genocid nastao u zaoštrenim socijalnim konfliktima u vreme osnivanja nezavisne Hrvatske, nakon raspada SFR Jugoslavije. U tom smislu, ovaj fenomen, koji se paralelno odvijao sa uništenjem spomeničke baštine, ukazuje na političku, ideološku i ekonomsku dimenziju socijalnog prevrata koji se odvijao u poslednjoj deceniji 20. veka, a i danas se odvija, na prostoru današnje Hrvatske. Uništavanje knjiga, kao poseban fenomen iskazan je ne samo kroz destruktivni oblik činjenja „knjigocida”, već i kroz reakcije i stavove nadležnih hrvatskih državnih i stručnih tela, kroz sudske procese i stavove državnog tužilaštva, što ukazuje na ispoljavanje posebnog aspekta patologije hrvatskog društva.
Knjige nisu uništavane samo u javnim bibliotekama, već i u školskim i specijalnim bibliotekama, u preduzećima, bivšim domovima JNA, drušveno-političkim organizacijama, ali i u privatnim bibliotekama.
Iako nema podataka da su slične masovne pojave uništavanja knjiga zabeležene u drugim delovima bivše zajedničke države, prema delimično poznatim činjenicama uništavanja knjižne građe odvijalo se u ograničenom obimu u svim bivšim republikama SFR Jugoslavije, a naročito u Bosni i Hercegovini.

## Istorijat knjigocida u svetu i Hrvatskoj
Uništavanje knjiga počelo je paljenjem Aleksandrijske biblioteke počev od Hrišćana 391. godine kada je na čelu sa aleksandrijskim patrijarhom Teofilom, spaljena Aleksandrijska biblioteka. Potom je muslimanska armija osvojila Aleksandriju 642. godine nakon što je porazila vizantijsku vojsku u bici kod Heliopolisa. Komandant je upitao halifu Omara šta da rade sa bibliotekom, odnosno sa knjigama. On je dao čuveni odgovor: 
„One ili su u suprotnosti sa Kuranom, što znači da su jeres, ili se slažu sa njim, što znači da su suvišne."
 Tada su knjige grejale šest meseci sva aleksandrijska kupatila. Nakon ovog knjigocida po predanju Diogena Laetrija zna se da je tada samo 5% od dela grčkih filozofa sačuvano.
Isto se ponovilo i tokom srednjeg veka, kada je crkva spaljivala sve vredne knjige, a nastavilo se u mnogim nacionalnim revolucijama i ratovima.
Jedan od najvećih knjigocida odigrao se sredinom 20. veka kada su Nacisti spaljivali knjige u velikoj kampanji Nacističke Nemačke čiji je cilj bio da se ceremonijalno spale sve knjige koje su bile u suprotnosti sa nacističkom ideologijom. Kampanja je pokrenuta 1933, ubrzo nakon što su nacisti preuzeli vlast u Nemačkoj. Na meti su se našle knjige jevrejskih, marksističkih i pacifističkih pisaca, a sve u sklopu „akcije protiv nenemačkog duha“.

U periodu radikalnih tranzicija koje su nastale nakon raspada Jugoslavije i nastanka nove ekonomske strukture društva koje je prelazilo u kapitalističko, vršeno je sveopšte prilagođavanje političkog i pravnog sistema u svim sada bivšim republikama, što je bilo popraćeno ne samo ideološkom već i ekstremno nacionalističkom isključivošću, koja je rezultovala i... 
...drastičnim, najčešće zločinačkim uništavanjem svega što se smatralo nepodobnim, neprijateljskim ili na bilo koji drugi način neprihvatljivim. Reč je, dakle, o društvenim prilikama unutar kojih uništavanje knjiga teba shvatiti kao neminovnost događanja, koje se odvijalo, kontinuirano, kao refleks društvenih prilika nastalih prevratom 1990-ih.

## Uništena literatura
Zajedničko svim uništenim knjigama je da su bile napisane na srpskoj ćirilici, ekavskom dijalektu, ili su bile ideološka literatura objavljena od strane izdavača van Hrvatske. Tokom procesa je uništeno oko 13,8% kompletnog bibliotečkog fonda u Hrvatskoj.

## Uništavanje knjižnog fonda
U svojevrsnom prevratu, nastalom na području bivše zajedničke države, SFR Jugoslavije, odnosno u republikama koje su je konstituisale nakon Drugog svetskog rata, započeli su 1990. godine da se javljaju sa različitim intenzitetom težnja za uništenjem ili zatiranjem svega što je neprijateljsko na području bivše zajedničke države. Tako je nastao fenomen socijalnog konflikta u kome se u Hrvatskoj na udar našlo uništavanje spomeničke baštine i knjižne građe.
Kao da nekome nije bilo dovoljno to što su raspad Jugoslavije pratili tragični događaji – ubistva, razaranja i proterivanja – već je morao da tim događajima pridoda i fenomenom razaranja knjiga, i time pokrene proces proterivanja iz kolektivne svesti spomeničke baštine i knjižne građe.
Na uništavanje spomeničke baštine (posebno one posvećene narodnooslobodilačkoj borbi naroda Jugoslavije od 1941. do 1945.) koje je bilo prvo na udaru, našlo se i uništenje knjižne građe. U opštem smislu uništenja ovih kulturnnih dobara, trebalo je da bude akt udara na sećanje jednog naroda. Time se želelo da ukaže na političku, ideološku i ekonomsku dimenziju socijalnog prevrata, koji se morao odigrati u Republici Hrvatskoj 1990-tih, ali koji se i danas odvija, posle više od 20 godina od njegovog početka.
U Hrvatskoj su 1990-ih godina knjige uništavane, osim u borbenim zonama i izvan zona ratnog pustošenja, svesno i namerno.
Čak su se i motivi takvog ponašanja permanentno i nedvosmisleno javno iskazivali kao nužnost konzekventnog usklađivanja s ciljevima legitimnog provođenja sveobuhvatne duhovne obnove hrvatskoga naroda. Duhovna obnova je podrazumijevala odbacivanje sveg onog tereta iz prethodnog razdoblja koji je novom redu stvari bio neprihvatljiv, suvišan, neprimjeren – nepodoban. Dakle, u pristupu analizi fenomena knjigocida nužno je razumjeti kontekst. Nije se tu radilo tek o posljedicama neke recimo prirodne katastrofe pa da se pristupa tehnički, statistički, kvantificiranjem štete, a nije se radilo ni o izoliranim činima duševno poremećenih ljudi, nego je na djelu bilo sistemsko ponašanje izravno povezano s ideološkim nabojem prevrata, radilo se o fenomenu koji je pratio osnovni tok prevrata i imao manifestno-simbolički karakter tog prevrata u Hrvatskoj 1990-ih.

## Književne oblasti u knjigocidu
Knjige o narodnim herojima
U okviru uništavanja spomeničke baštine našao se projekt uklanjanja svih sadržaja o narodnim herojima NOB iz školskih, fabričkih, javnih i specijalnih biblioteka, bivših domova JNA, društveno-političkih organizacija i privatnih biblioteka zbog:
- ideološki nepodobnog sadržaja
- pisma kojim su pisane
- etničke ili političke pripadnosti autora

Među uništenim knjigama o brojnim narodnim herojima NOB-a našle su i one poput knjiga o Radetu Končaru i Nadi Dimić, zatim o Titu itd.
U tom vandalskom činu uklonjeno je i uništeno više stotina hiljada knjiga koje su u kratkom vremenskom periodu završile u kontejnerima, na ulici ili u reciklaži.
Popularna beletristika
Među knjigama koje su prikupljene i uništene u akciji našli su se, primerice, srpski prijevodi „Vinija Pua” i „Petra Pana” , ili popularni naslovi poput serije „Najveće svetske misterije”, zbirke jugoslavenske poezije, Vladimira Nazora, Desanke Maksimović i Dušana Radovića, dela Igoa, Svetozara Markovića, Skerlića, 19 naslova Branka Ćopića, Tolstojev „Rat i mir“.
Istorijske knjige
Među uništenim knjigama našlo se mnogo drugih knjiga vezanih za:
- istoriju Jugoslavije i NOB
- socijalističku i marksističku teorije
- položaju žena u bivšoj Jugoslaviji

## Stav Hrvatske vlade
Uništavanje knjiga Hrvatska vlada prikrivala je eufemizmima kao što su „otpis“ ili „izlučivanje“, regularnom procedurom uklanjanje zastarelih izdanja ili nepotrebne knjige. Međutim da je glavni krivac i inicijator za ovo nedelo Hrvatska vlada, govore činjenice:
- Da je od nje potekla instrukcija bibliotekama u obliku uputstva za eliminaciju nepodobnih knjiga, u kojoj doslovno piše da se......iz knjižnica moraju maknuti ideološki naslovi, knjige moraju biti samo na hrvatskom jeziku...[8]
- Izjava ministra finansija Republike Hrvatske Borislava Škegra iz 1997. godine da će se sredstvima državnog proračuna finansirati biblioteke da iz knjižnih fondova izbace knjige na srpskom i sličnim jezicima.[9] Time je Hrvatska vlada direktno doprinela uništenju 2,8 miliona knjiga.

## Značaj za Hrvatsko društvo
Uništavanje knjiga za Hrvatsko društvo bio je samo jedan od prioritetnih ciljeva u sklopu stvaranja sopstvene državnosti i kulturnog identiteta, u kome se nije prezalo ni od čega pa dakako ni od uništavanja knjiga.
Stoga se fenomen uništavanja knjiga ne može promatrati samo kao  „tehničko pitanje”  broja uništenih knjiga, većeg ili manjeg poštovanja bibliotekarskih propisa, načina na koji su knjige uništavane, a ne može se promatrati ni kao izolovani ili slučajan eksces neodgovornih pojedinaca. Uništavanje knjiga je bio nužan i sastavni deo socijalnog prevrata.

Uništavanjem nepodobnih knjiga (čiji je izbor bio zasnovan na istorijskoj prošlosti i ideologiji, jeziku, pismu, nacionalnoj pripadnosti autora) ili su bile ideološka literatura objavljena od strane izdavača van Hrvatske, ili od strane retkih aktualnih hrvatskih disidenata, po obliku u svemu je sličilo nacističkom i rasisističkom paljenju knjiga u Berlinu, 1933. godine. jer prema toj ideologiji...
mržnja prema knjizi, projektovana na drugu grupu – drugi narod, drugu religiju - zadobila oblik rasizma. Više od druge boje kože ili drukčijeg izgleda, rasista se gnuša Knjige drugoga naroda, odnosno njegove kulture, nesposoban da sam sebi prizna mržnju koju gaji prema sopstvenoj Knjizi.

## Epilog
Podaci do kojih je došao dr Ante Lešaja su zastrašujući: samo tokom 1990-ih iz hrvatskih biblioteka, prema gruboj proceni, uklonjeno je oko 2,8 miliona knjiga ili 13,8% ukupne književne građe, koju je tih godina posedovala Hrvatska.
Jedan od drastičnih primera bio je gest Dalibora Brozovića koji je poslao 40.000 primeraka „Enciklopedije Jugoslavije” na rezanje iako je i sam bio njen urednik.
Za ovaj zločin nad knjigama i za uništavanje kulturnoga blaga Hrvatske, bez obzira ko je autor tog blaga, do danas niko nije kažnjen.
Koliko su kontroverzne bile izjave hrvatskih čelnika govori činjenica da su oni sami sebe obesmišljavali govoreći da su...
odlazile u takozvani „otpis“, knjige koje su toliko dotrajale da im više nisu vidljiva slova. Da je to bila istina, značilo bi da su toliko puno čitane, te su prije bile za obnovu novima.
Kako se tom činu suprotstavio značajan broj trezvenih ljudi u Hrvatskoj, koji su bili svesni svih negativnih aspekata uništavanja knjiga, smatrajući da se tom vandalizmu treba bezuslovno suprotstaviti, ipak je deo knjižnog fonda u pojedinim sredinama većim delom sačuvan.

## Literatura
- Kangrga, Milan (2002). Nacionalizam ili demokracija. Razlog. ISBN 978-953-6985-01-2.
- Davidov, Dinko (2015). Independent State of Croatia: Total Genocide, 1941-1945. Svet Knjige. ISBN 978-86-7396-536-9.
- Lešaja, Ante. 2012. Knjigocid – uništavanje knjiga u Hrvatskoj 90-ih. Zagreb: SNV
- . 1993. Zagreb: Hrvatsko bibliotekarsko drutšvo
- Hrvatske knjižnice na meti. 1992. Zagreb: Nacionalna i sveučilišna biblioteka
- Kangrga, Milan (30. mart 1998). Barbarizam i renesansa. Feral Tribune, str.34-35
- Lasić, Igor (6. februar 1998). Smetlište knjiga u malome mistu. Tjednik, str.55

## Spoljašnje veze
- Knjiga kao krivac: uništavanje knjiga kroz tri povijesna primjera (језик: хрватски)